# Sundamys annandalei
Sundamys annandalei (syn. Rattus annandalei) — один з видів гризунів триби пацюків (Rattini).

## Поширення
Країни проживання: Індонезія, Малайзія. Зразки були зібрані з низинних вторинних лісів, коли пастки були встановлені низько на деревах. Кілька зразків були також взяті на землі.

## Морфологічні особливості
Гризуни середнього розміру, завдовжки 145—220 мм, хвіст — 156—270 мм, стопа — 35 — 40 мм, вуха — 18 — 23 мм. Вага сягає до 250 г.

## Зовнішність
Волосяний покрив м'який і заплутаний. Верхні частини сірувато-коричневі, з темнішою смужкою, що тягнеться від носа до середини спини, а вентральні частини білі, з блідо-жовтими відблисками. Вуха витягнуті, практично без волосся. Зовнішні частини ніг буро-сіруваті. Внутрішні частини передніх ніг білі, а задні — темно-коричневі. Стопи темно-коричневі. Хвіст довший за голову і тіло, він рівномірно чорнуватий і покритий дрібними жорсткими волосками. У самиць є 2 пари грудних сосків і 2 пахові пари. Каріотип 2n = 42 FN = 58-60.

## Загрози та охорона
Суматранське населення виду потерпає від втрати лісового покриву, переходу цих земель у сільське господарство. Присутній у кількох охоронних територіях.